# Abzahlungsgesetz
Das Abzahlungsgesetz (AbzG), auch Gesetz betreffend die Abzahlungsgeschäfte war ein Gesetz vom 16. Mai 1894 und wurde durch das Verbraucherkreditgesetz vom 17. Dezember 1990 aufgehoben. Es findet sich verändert unter § 506ff. BGB.
Es regelte Kaufverträge über bewegliche Sachen, bei denen das Gut dem Käufer schon vor der vollständigen Bezahlung übergeben wird. Heute ist es in Gesetzen zum Finanzierungskauf und den Regelungen zum Zahlungsaufschub §§ 506 ff. BGB geregelt.